# Marília Mendonça
Marília Dias Mendonça OMC (Cristianópolis, 22 de julho de 1995 – Piedade de Caratinga, 5 de novembro de 2021) foi uma cantora, compositora e instrumentista brasileira. Reconhecida como líder do subgênero musical feminejo — sertanejo por mulheres —, sua contribuição para o empoderamento feminino revolucionou o universo da música sertaneja entre as décadas de 2010 e 2020.
Em 2015, lançou seu EP de estreia homônimo, porém Mendonça só ganhou destaque após lançar seu primeiro DVD homônimo em 2016, que lhe concedeu certificado de tripla platina pelas 240 mil cópias vendidas. A canção "Infiel", incluída no álbum, tornou-se uma das músicas mais tocadas no Brasil e recebeu certificado de disco de diamante triplo, fazendo Marília ganhar visibilidade nacional.
Seu segundo álbum Realidade foi lançado em 2017 e recebeu uma indicação ao Grammy Latino na categoria Melhor Álbum de Música Sertaneja. Em 2019, lançou Todos os Cantos, um projeto roteirizado com shows gravados pela cantora em todas as capitais do país. O álbum recebeu uma certificação de tripla platina pelas 240 mil cópias vendidas e rendeu à intérprete seu primeiro prêmio Grammy Latino, vencido na categoria Melhor Álbum de Música Sertaneja.
O single "Leão" do álbum póstumo Decretos Reais, recebeu certificado de disco de diamante sêxtuplo, equivalente a 360 milhões de streamings. Mendonça morreu em 5 de novembro de 2021, vítima de um acidente aéreo fatal em Piedade de Caratinga, Minas Gerais, cidade vizinha de Caratinga, onde realizaria um concerto.

## Infância
Marília Dias Mendonça nasceu em 22 de julho de 1995 na cidade goiana de Cristianópolis, mas foi criada na capital Goiânia. O parto teve risco de morte para Mendonça e sua mãe, Ruth Dias, devido a uma pré-eclampsia. Marília perdeu o pai ainda na juventude, vítima de câncer. Ruth, de origem simples, foi abandonada num orfanato aos quatro anos. Marília, então, foi criada numa casa simples e se alimentando de pão oferecido pelo chefe da padaria onde sua mãe trabalhava.

## Carreira

### 2011–2016:Marília Mendonça
Teve seu primeiro contato com a música através da igreja e começou a compor quando tinha 12 anos de idade, passando a escrever músicas para vários cantores, como as canções "Minha Herança" (João Neto & Frederico), "Muito Gelo, Pouco Whisky" (Wesley Safadão), "Até Você Voltar", "Cuida Bem Dela", "Flor e o Beija-Flor" (Henrique & Juliano), "Ser Humano ou um Anjo" (Matheus & Kauan), "Calma" (Jorge & Mateus) e "É Com Ela Que Eu Estou" (Cristiano Araújo).
Se lançou como cantora em janeiro de 2014, através do seu primeiro EP homônimo. Em junho de 2015, foi lançado a canção "Impasse", primeiro single da cantora que contou com a participação da dupla Henrique & Juliano. Em março de 2016, lançou seu primeiro álbum intitulado Marília Mendonça que contou com músicas como "Sentimento Louco" e "Infiel" e a participação da dupla Henrique & Juliano. "Infiel" se tornou a segunda canção mais executada nas rádios do Brasil naquele ano, fazendo a Mendonça ganhar reconhecimento nacional. Em outubro, foi lançado um EP acústico ao vivo nomeado Agora É Que São Elas, com faixas de sucesso anteriores e tendo como carro-chefe a canção "Eu Sei de Cor".

### 2017–2018:RealidadeeAgora É Que São Elas 2

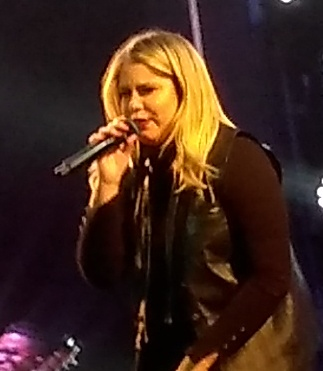
Mendonça em 2018

Em janeiro de 2017, lançou outro EP homônimo com quatro faixas inéditas. Em março, foi lançado seu segundo álbum intitulado Realidade, que teve como músicas de trabalho "Amante Não Tem Lar" e "De Quem É a Culpa?" e contou novamente com a participação da dupla Henrique & Juliano. Em novembro, lançou o single "Transplante" em parceria com dupla Bruno & Marrone. Em julho, Mendonça conquistou o posto de artista brasileira mais ouvida no YouTube, ficando em 13º lugar no ranking mundial.
Em abril de 2018, lançou o álbum intitulado Agora É Que São Elas 2, em colaboração com a dupla Maiara & Maraisa. O álbum conta com as canções "Ausência" e "Estranho", além de "A Culpa é Dele" com a participação de Maiara & Maraísa.

### 2019–2021:Todos Os CantosePatroas
Em fevereiro de 2019, foi lançado o terceiro álbum ao vivo da cantora, intitulado Todos os Cantos, que tem músicas como "Ciumeira", "Bem Pior Que Eu" e "Bebi Liguei". O projeto foi idealizado por Marília, que tinha a intenção de gravar uma música em cada estado do Brasil. Em março, foi divulgado pelo serviço de streaming Spotify, que a cantora ocupa o primeiro lugar no TOP 10 das mulheres mais ouvidas do Brasil na plataforma. Em maio, foi lançado o segundo volume do álbum Todos os Cantos. O terceiro volume do DVD foi lançado em agosto. Em janeiro de 2020, lançou o single "Graveto". Em fevereiro de 2020, lança o single "Tentativas". Em maio de 2020, foi a vez do single "Vira Homem".
Em setembro de 2020, lançou o álbum intitulado Patroas, em parceria com a dupla Maiara & Maraisa. O álbum conta com composições inéditas das cantoras e regravações de grandes sucessos do sertanejo. Teve como músicas de trabalho "Quero Você do Jeito Que Quiser", "10 de setembro" e "Coração Bandido". Em 2021, foi indicado ao Grammy Latino de Melhor Álbum de Música Sertaneja. Em 22 de agosto de 2021, a cantora Luísa Sonza lançou um remix da canção "Melhor Sozinha" com a participação de Marília.
Em outubro de 2021, lançou o álbum intitulado Patroas 35%, mais uma colaboração da cantora com a dupla Maiara & Maraisa. O álbum conta com as canções "Todo Mundo Menos Você", "Esqueça-Me Se For Capaz" e "Motel Afrodite".

### 2022–presente:Decretos Reais
Após a morte de Marília, canções que a artista havia gravado com outros artistas foram lançadas; como "Amigos con Derechos" com a cantora mexicana Dulce María, "50 por Cento" com a cantora Naiara Azevedo, "Amava Nada" com o cantor Lucas Lucco, "Calculista" com a dupla sertaneja Dom Vittor & Gustavo, "Mal Feito" com a dupla sertaneja Hugo & Guilherme e "Insônia" com a cantora Ludmilla.
Em 21 de julho de 2022, foi lançado seu primeiro EP póstumo, intitulado Decretos Reais, Vol. 1. Em 9 de dezembro de 2022, foi lançando o segundo chamado Decretos Reais, Vol. 2. Em 14 de março de 2023, foi lançada a terceira versão do EP Decretos Reais, Vol. 3. Em maio, o álbum Decretos Reais foi lançado, somando todas as faixas dos EPs e mais uma. A canção "Leão", que Marília regravou em seu mais recente projeto, se tornou a canção em língua em portuguesa mais reproduzida em apenas um dia no Spotify.
Por meio das redes sociais da mãe de Marília, Dona Ruth, foi anunciado que o streaming Prime Video fará um filme sobre a história da cantora, intitulado Marília Mendonça O Filme. Também foi comentado que a plataforma poderia lançar uma sequência de até três projetos.

## Vida pessoal
Em março de 2015, Mendonça começou a namorar o empresário Yugnir Ângelo, de quem ficou noiva em dezembro de 2016. O relacionamento chegou ao fim em agosto de 2017, revelando que estava muito jovem para um relacionamento tão sério.
Após manter relacionamentos casuais, em maio de 2019, a intérprete assumiu estar em um relacionamento sério há cinco meses com o também músico Murilo Huff. Em junho, confirmou estar grávida, dando a luz ao seu primeiro filho Léo, nascido prematuro de oito meses, no dia 16 de dezembro de 2019, em Goiânia, através de parto normal. Em julho de 2020, Mendonça anunciou a separação de Huff. Poucos meses depois, o casal reatou.

### Controvérsias
Durante o intervalo de sua live Lado B, na noite de 8 de agosto de 2020, Mendonça mencionou uma boate gay de Goiânia chamada Diesel, onde um dos músicos de sua banda teria beijado "a mulher mais bonita da vida dele", segundo ela. Além disso, outros integrantes da banda deram risadas e fizeram comentários implícitos, dando a entender que o rapaz teria ficado com uma mulher transgênero.
No dia 10 de agosto, Mendonça se pronunciou no Twitter e admitiu o erro, onde pede perdão pelas piadas e reconheceu que seu erro era injustificável e logo em seguida, Mendonça também pediu desculpas em uma live e cedeu lugar de fala a uma mulher transexual para que pudesse falar sobre a transfobia e os desafios que a comunidade enfrenta no dia a dia.

## Morte

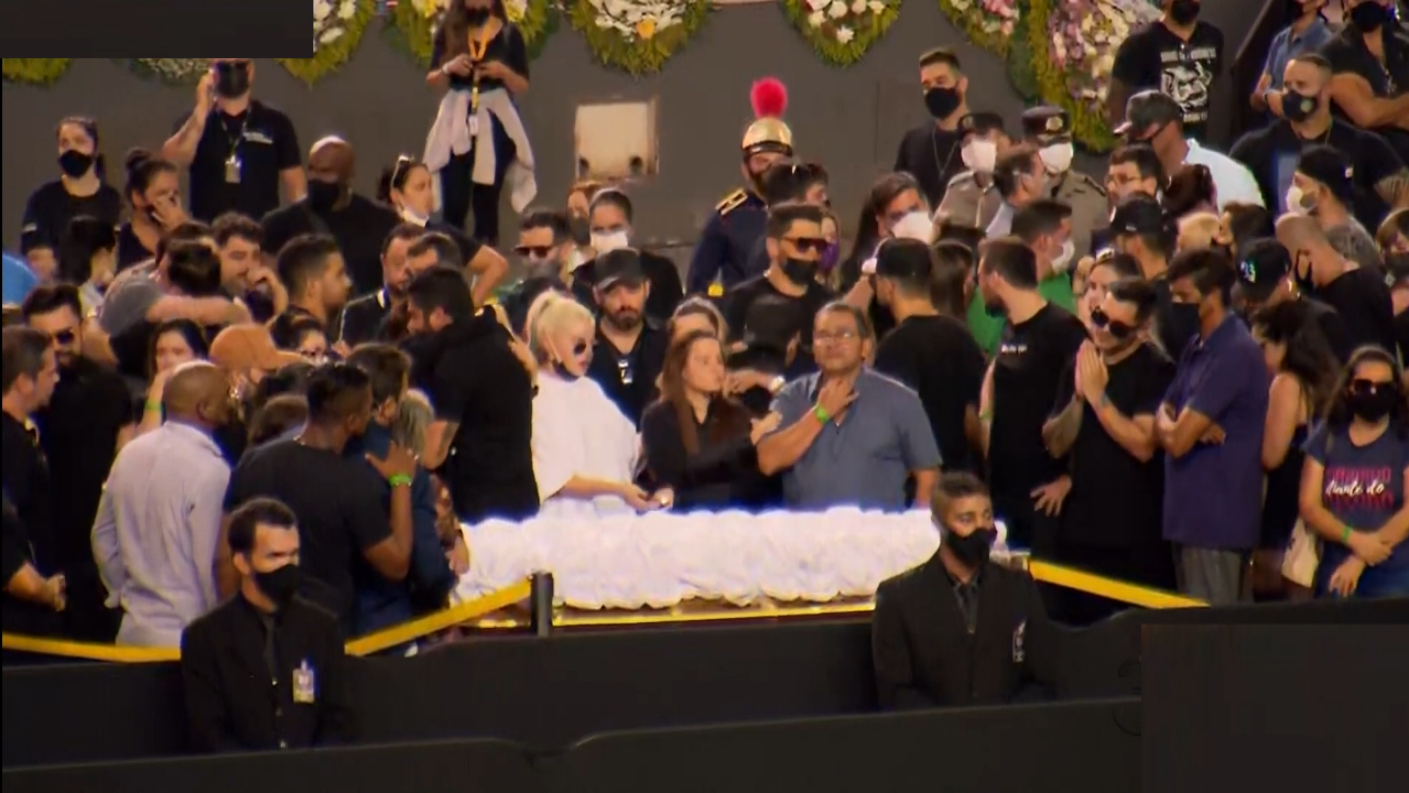
Fotografia do velório de Mendonça e de seu tio, no Goiânia Arena.

No dia 5 de novembro de 2021, Mendonça embarcou em um táxi aéreo, em Goiânia, junto de seu produtor Henrique Ribeiro e de seu tio e também assessor Abicieli Silveira Dias Filho, com destino a Caratinga, interior de Minas Gerais, onde faria uma apresentação. O avião que transportava a cantora, um bimotor Beech Aircraft fabricado em 1984, que segundo a ANAC estava em situação regular e possuía autorização para realizar serviço de táxi aéreo, caiu na zona rural de Piedade de Caratinga, cidade vizinha a Caratinga, após atingir um cabo de uma torre de distribuição de energia da CEMIG, a poucos quilômetros do aeroporto de Caratinga, onde faria o pouso.
Por volta das 16h30, a assessoria da artista emitiu um comunicado à imprensa, informando que todos os ocupantes do avião já teriam sido resgatados e estavam bem, o que foi em seguida desmentido pelos bombeiros. Cerca de uma hora depois, a morte de Mendonça e dos demais tripulantes, incluindo o piloto e o copiloto da aeronave, foi confirmada em nota oficial.
Sua morte causou um grande impacto em rede nacional e internacional e vários artistas lamentaram a tragédia e prestaram suas homenagens como Maiara e Maraisa, Henrique e Juliano, Gal Costa, Gustavo Mioto, Anitta, Ivete Sangalo, Dulce María, Luísa Sonza, Roberta Miranda (que foi internada após saber do acidente), Gilberto Gil, Pabllo Vittar, Alcione, entre outros.
Após sua morte, Mendonça se tornou a artista mais ouvida nos streamings globais, com 28,6 milhões de streams, e emplacou 74 de suas músicas no TOP200 do Spotify no Brasil.
O último show realizado por Mendonça antes de sua morte ocorreu em 1º de novembro de 2021, quando a cantora se apresentou na Lucky-Friends Arena, em Sorocaba. Durante o show, a artista convidou Valentina, uma menina de 9 anos que enfrenta a Síndrome de Down e tem uma perna amputada, para cantar junto com ela no palco.
O corpo de Mendonça e das demais vítimas, exceto do piloto e do copiloto, deixaram a funerária em Caratinga, na madrugada do dia 6. Pela manhã, os corpos de Mendonça e de seu tio e assessor Abicieli Silveira Dias Filho chegaram em Goiânia. O velório iniciou-se no Goiânia Arena às 12:30 h, inicialmente restrito aos familiares e amigos próximos da cantora. Às 13h, o velório foi aberto ao público, prevendo que mais de cem mil pessoas passariam pelo ginásio. O cortejo fúnebre iniciou-se às 17h30, sendo os corpos sepultados no Cemitério Memorial Parque de Goiânia.

## Filmografia
| Ano  | Título                             | Personagem | Notas                             |
| ---- | ---------------------------------- | ---------- | --------------------------------- |
| 2017 | A Força do Querer                  | Ela mesma  | Participação Especial             |
| 2019 | Marília Mendonça - Todos os Cantos | Ela mesma  | Documentário                      |
| 2026 | Coração Acelerado                  | Ela mesma  | Participação especial (homenagem) |

## Discografia
| Álbuns ao vivo / solo - Marília Mendonça (2016) - Realidade (2017) - Todos os Cantos (2019) - Nosso Amor Envelheceu (2021) | Álbuns póstumos - Decretos Reais (2023) | Álbuns colaborativos - Agora É Que São Elas 2 (com Maiara & Maraisa) (2018) - Patroas (com Maiara & Maraisa) (2020) - Patroas 35% (com Maiara & Maraisa) (2021) |

## Legado

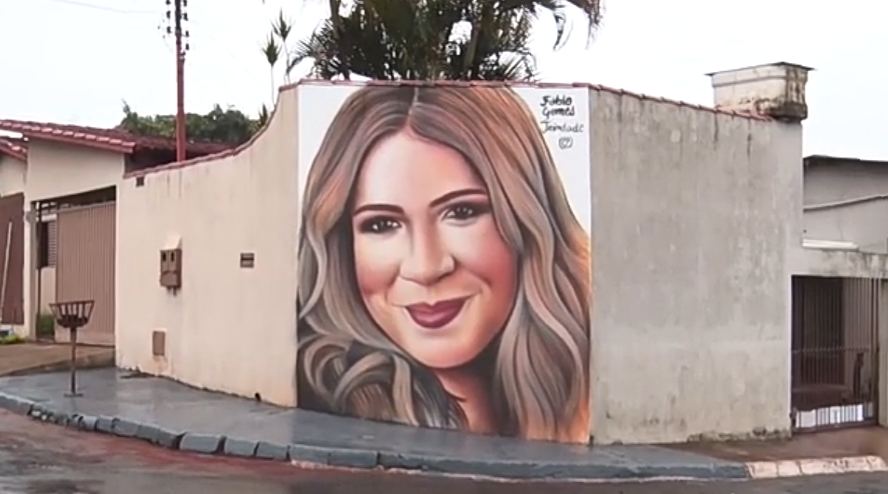
Pintura feita em homenagem a Mendonça em um muro na cidade de São Paulo.

Mendonça era considerada uma das mais importantes vozes do feminejo, contribuindo na consolidação deste subgênero do sertanejo que fala abertamente sobre independência feminina, no qual Marília destacou-se ao demonstrar autenticidade e carisma em suas canções, embora suas músicas não se restringissem à problemáticas pessoais dela, separando assuntos pessoais.
Na Índia, a morte da cantora teve ampla repercussão. A rainha da sofrência foi designada pela imprensa indiana como की 'पीड़ा की रानी' (tradução literal para Rani da Dor). Conforme a filosofia hindu, aquilo que gera dor e sofrimento está relacionado a tendências rajas, e somando ao fato da morte da cantora ter ocorrido na semana do festival Kali Puja, fez com que alguns indianos atribuíssem o evento a uma intervenção da deusa Kali, embora a maioria dos fiéis hindus concorde que a Deusa Cáli não mataria um ser humano, portanto, tal teoria não passa de fundamentalismo.

### Reconhecimento
Marília continua sendo lembrada em numerosas homenagens e memoriais. Na cerimônia dos Grammys de 2022, a cantora brasileira apareceu no segmento In Memoriam, em que homenagens são prestadas a pessoas relacionadas à indústria musical que morreram, figurando nesta seção da premiação uma foto da artista lado a lado de Taylor Hawkins e Stephen Sondheim.
Para eternizar a história de Marília, o Mercado da 74 de Goiânia passou a carregar seu nome desde o dia 21 de outubro de 2022, passando a ser denominado Centro Cultural Mercado Popular da Rua 74 Marília Mendonça. Em Caratinga, cidade em que Marília iria se apresentar à ocasião em que sofreu o acidente, anualmente a cantora vem sendo homenageada na data em que morreu, e tramita a alteração do nome do Parque de Exposições João da Costa Mafra para Parque de Exposições Marília Mendonça e João da Costa Mafra. A cantora Emely Rodrigues também realizou homenagens à Marília Mendonça durante os festejos de São João, em Salvador, na Bahia. A dupla sertaneja Henrique & Juliano também homenageou Marília Mendonça por ocasião de gravação de DVD nos Estados Unidos, emocionando o público da Times Square.

### Prêmios e indicações
| Ano  | Prêmio                                | Categoria                                         | Indicação                 | Resultado | Ref.            |
| ---- | ------------------------------------- | ------------------------------------------------- | ------------------------- | --------- | --------------- |
| 2016 | Melhores do Ano                       | Melhor Cantora                                    | Marília Mendonça          | Indicada  | [ 93 ]          |
| 2017 | Troféu Imprensa                       | Revelação do Ano                                  | Marília Mendonça          | Venceu    | [ 94 ]          |
| 2017 | Troféu Internet                       | Revelação do Ano                                  | Marília Mendonça          | Venceu    | [ 94 ]          |
| 2017 | Prêmio Contigo! Online                | Melhor Cantora                                    | Marília Mendonça          | Indicada  | [ 95 ] [ 96 ]   |
| 2017 | Prêmio Jovem Brasileiro               | Melhor Cantora                                    | Marília Mendonça          | Indicada  | [ 97 ] [ 98 ]   |
| 2017 | Prêmio Jovem Brasileiro               | Melhor Show                                       | Marília Mendonça          | Indicada  | [ 97 ] [ 98 ]   |
| 2017 | Meus Prêmios Nick                     | Cantora ou Dupla Favorita                         | Marília Mendonça          | Indicada  | [ 99 ]          |
| 2017 | Prêmio Multishow de Música Brasileira | Melhor Cantora                                    | Marília Mendonça          | Indicada  | [ 100 ]         |
| 2017 | Prêmio Multishow de Música Brasileira | Música Chiclete                                   | "Eu Sei de Cor"           | Indicada  | [ 100 ]         |
| 2017 | Melhores do Ano                       | Melhor Cantora                                    | Marília Mendonça          | Indicada  | [ 101 ]         |
| 2017 | Grammy Latino                         | Melhor Álbum de Música Sertaneja                  | Realidade                 | Indicada  | [ 102 ]         |
| 2018 | Troféu Imprensa                       | Melhor Cantora                                    | Marília Mendonça          | Venceu    | [ 103 ]         |
| 2018 | Troféu Internet                       | Melhor Cantora                                    | Marília Mendonça          | Venceu    | [ 104 ]         |
| 2018 | Prêmio Contigoǃ Online                | Melhor Cantora                                    | Marília Mendonça          | Indicada  | [ 105 ]         |
| 2018 | Prêmio Jovem Brasileiro               | Melhor Cantora                                    | Marília Mendonça          | Indicada  | [ 106 ]         |
| 2018 | Prêmio Multishow de Música Brasileira | Melhor Cantora                                    | Marília Mendonça          | Indicada  | [ 107 ]         |
| 2018 | Prêmio Multishow de Música Brasileira | Música do Ano                                     | "Ausência"                | Indicada  | [ 107 ]         |
| 2018 | Prêmio Multishow de Música Brasileira | Melhor Show                                       | Marília Mendonça          | Venceu    | [ 107 ]         |
| 2019 | Troféu Imprensa                       | Melhor Cantora                                    | Marília Mendonça          | Indicada  | [ 108 ]         |
| 2019 | Troféu Internet                       | Melhor Cantora                                    | Marília Mendonça          | Venceu    | [ 109 ]         |
| 2019 | Prêmio Jovem Brasileiro               | Melhor Cantora                                    | Marília Mendonça          | Indicada  | [ 110 ]         |
| 2019 | Meus Prêmios Nick                     | Artista Musical Favorito                          | Marília Mendonça          | Indicada  | [ 111 ]         |
| 2019 | Prêmio Multishow de Música Brasileira | Melhor Cantora                                    | Marília Mendonça          | Indicada  | [ 112 ]         |
| 2019 | Prêmio Multishow de Música Brasileira | Melhor Clipe TVZ                                  | "Bem Pior Que Eu"         | Indicada  | [ 112 ]         |
| 2019 | Prêmio Multishow de Música Brasileira | Melhor Show                                       | Marília Mendonça          | Venceu    | [ 112 ]         |
| 2019 | Grammy Latino                         | Melhor Álbum de Música Sertaneja                  | Todos os Cantos           | Venceu    | [ 113 ]         |
| 2019 | Melhores do Ano                       | Melhor Cantora                                    | Marília Mendonça          | Venceu    | [ 114 ]         |
| 2019 | Prêmio Contigo! Online                | Melhor Cantora                                    | Marília Mendonça          | Indicada  | [ 115 ]         |
| 2019 | Prêmio Contigo! Online                | Música do Ano                                     | "Todo Mundo Vai Sofrer"   | Venceu    | [ 115 ]         |
| 2020 | Prêmio Multishow de Música Brasileira | Melhor Cantora                                    | Marília Mendonça          | Indicada  | [ 116 ]         |
| 2020 | Prêmio Multishow de Música Brasileira | Live do Ano                                       | Marília Mendonça          | Venceu    | [ 116 ]         |
| 2020 | MTV Millennial Awards Brasil          | Live das Lives                                    | Marília Mendonça          | Indicada  | [ 117 ]         |
| 2020 | MTV Millennial Awards Brasil          | Hino de Karaoke em Casa                           | "Supera"                  | Venceu    | [ 117 ]         |
| 2020 | Prêmio Jovem Brasileiro               | Melhor Live                                       | Marília Mendonça          | Indicada  | [ 118 ]         |
| 2020 | Prêmio iBest                          | Canais de Música                                  | Marília Mendonça          | Indicada  | [ 119 ]         |
| 2020 | Prêmio iBest                          | Personalidades                                    | Marília Mendonça          | Indicada  | [ 120 ]         |
| 2021 | Prêmio Multishow de Música Brasileira | Cantora do Ano                                    | Marília Mendonça          | Venceu    | [ 121 ]         |
| 2021 | Grammy Latino                         | Melhor Álbum de Música Sertaneja                  | Patroas                   | Indicada  | [ 122 ]         |
| 2021 | WME Awards                            | Videoclipe                                        | "Esqueça-Me Se For Capaz" | Venceu    | [ 123 ]         |
| 2021 | WME Awards                            | Música Mainstream                                 | "Troca de Calçada"        | Venceu    | [ 123 ]         |
| 2021 | WME Awards                            | Compositora                                       | Marília Mendonça          | Venceu    | [ 123 ]         |
| 2021 | Prêmio iBest                          | Influenciador do Ano: Goiás (Voto Popular)        | Marília Mendonça          | 3° lugar  | [ 124 ]         |
| 2021 | Prêmio iBest                          | Influenciador do Ano: Goiás (Voto Academia iBest) | Marília Mendonça          | 2° lugar  | [ 124 ]         |
| 2021 | Prêmio iBest                          | Personalidade de Música (Voto Popular)            | Marília Mendonça          | 3° lugar  | [ 124 ]         |
| 2021 | Melhores do Ano                       | Melhor Cantora                                    | Marília Mendonça          | Venceu    | [ 125 ]         |
| 2021 | Prêmio F5                             | Melhor Cantora                                    | Marília Mendonça          | Venceu    | [ 126 ]         |
| 2021 | Melhores do Ano NaTelinha             | Música                                            | Marília Mendonça          | Venceu    | [ 127 ]         |
| 2021 | Splash Awards                         | Melhor Artista Musical                            | Marília Mendonça          | Venceu    | [ 128 ]         |
| 2021 | Splash Awards                         | Melhor Música                                     | "Esqueça-Me Se For Capaz" | Venceu    | [ 128 ]         |
| 2021 | Prêmio Área VIP                       | Melhor Cantora                                    | Marília Mendonça          | Venceu    | [ 129 ]         |
| 2022 | MTV Millennial Awards Brasil          | Hino de Karaokê                                   | "Esqueça-Me Se For Capaz" | Venceu    | [ 130 ]         |
| 2022 | Grammy Latino                         | Melhor Álbum de Música Sertaneja                  | Patroas 35%               | Indicada  | [ 131 ] [ 132 ] |
| 2023 | Grammy Latino                         | Melhor Álbum de Música Sertaneja                  | Decretos Reais            | Venceu    | [ 133 ]         |